# Gipuzkoa Telebista Txingudi
Gipuzkoa Telebista Txingudi (GTB Txingudi), en castellano Guipúzcoa Televisión Txingudi, era el nombre comercial de la empresa Televisión del Bidasoa, situada en Irún, Guipúzcoa, en la comunidad autónoma del País Vasco (España). Tiene la figura jurídica de Sociedad Limitada.
Gipuzkoa Telebista Txingudi era una televisión local de ámbito comarcal de la zona del Bajo Bidasoa que emitía su programación tanto por ondas terrestres como por el paquete de televisión por cable de Euskaltel.
Constaba de un centro de emisión y producción situado en la Avda. de Salis 21 en Irún pero también se apoyaba en el centro de producción de programas de Gipuzkoa Telebista en San Sebastián.
Actualmente, sus emisiones no propias, forman parte del distribuidor de contenidos Contenalia.

## Historia

### Comienzos
Gipuzkoa Telebista Txingudi es la heredera de una serie de proyectos televisivos que se desarrollaron en Irún en el inicio de la década de los 90. Tras los escarceos de Canal Uno y Televisión del Bidasoa, en mayo del año 1997 un grupo de periodistas que gestinaban el periódico local Txingudi, el periódico del Bidasoa crean Txingudi Telebista, en castellano Txingudi Televisión, dirigida por el periodista vizcaíno Mikel Martínez. En principio el único contenido es un informativo diario presentado por la periodista irunesa Lourdes Maldonado, Txingudi Berriak (Noticias Chingudi en español), que se amplia con un magacín de entrevistas conducido por Juantxo Atxukarro, Estrellas del día.
A partir de ahí la parrilla crece hasta completar 4h de producción local propia, con programas de diverso contenido donde destaca por su cuidado diseño el programa sobre promoción del empleo 8 horas, conducido por la periodista irunesa Ana Grijalba.

### Estabilización.
En el año 2000 Txingudi Telebista completa las 24h diarias de emisión con contenidos de producción ajena: videoclips, concursos e información económica.
Entonces hace su entrada el proyecto de Localia Televisión a la que Txingudi TB se asocia, adquiriendo el nombre comercial de Localia Txingudi, que mantendrá hasta diciembre de 2008. De este modo sustituye su programación ajena por los contenidos suministrados por Pretesa, la empresa de Prisa. Esta asociación no afecta accionarialmente a la empresa hasta el año 2007, en que un grupo de accionistas de Gipuzkoa Televisión S.A. compra todas las participaciones quedando el reparto del mismo modo y porcentajes que en la televisión donostiarra.
A partir de ese momento comienza una colaboración más cercana entre ambas empresas, manteniendo su personalidad local diferenciada y formando parte del sector guipúzcoano de Localia Euskadi.

### Cambio de nombre
A finales de 2008 con la desaparición de la marca Localia Televisión y el cierre de Pretesa, algunas de las televisiones asociadas optan por cambiar su denominación comercial. Entre ellas Localia Txingudi, que adopta el nombre de Gipuzkoa Telebista Txingudi. El cambio apenas afectó a la evolución del canal puesto que se optó por una programación ajena continuista con el proyecto y se mantuvo inalterable la producción local.

## Difusión
La red de cobertura de Gipuzkoa Telebista Txingudi se sustentaba en dos tecnologías: su centro de emisión por ondas terrestres y la red de cable del operador Euskaltel. Respecto a su difusión por cable el canal viena incluido en el paquete básico del operador para la misma zona. Desde septiembre de 2009 emitía también en calidad digital en el paquete de TDT del operador para toda la comunidad autónoma del País Vasco. cesó sus emisiones en año 2012